# Сан Микеле (Асколи Пичено)
Сан Микеле (итал. San Michele) насеље је у Италији у округу Асколи Пичено, региону Марке.
Према процени из 2011. у насељу је живело 83 становника. Насеље се налази на надморској висини од 343 м.